# Platypalpus norvegicus
Platypalpus norvegicus is een vliegensoort uit de familie van de Hybotidae. De wetenschappelijke naam van de soort is voor het eerst geldig gepubliceerd in 1991 door Grootaert & Jonassen.